# Finnboga saga ramma
La Finnboga saga ramma (in italiano: Saga di Finnbogi il Forte) è una saga degli Islandesi, scritta in Islanda intorno al XIII-XIV secolo. La storia è ambientata in Islanda e in Norvegia, soprattutto nella valle desertica di Flateyjardalur (Islanda settentrionale), probabilmente nel X secolo; essa narra la vita di Finnbogi hinn rammi ("Finnbogi il Forte"), il protagonista eponimo della saga.

## Traduzioni
- Die Geschichte von Finnbogi dem Starken. Übersetzt von Frank Fischer. In: Fünf Geschichten aus dem westlichen Nordland übersetzt von Frank Fischer, und Walther Heinrich Vogt. Neuausgabe mit einem Nachwort von Helmut Voigt. Düsseldorf: E. Diederichs, 1964. (Sammlung Thule: altnordische Dichtung und Prosa. Band Nr. 10). Pagine 127-205.
- Finnboge rammes saga. Övers. av Åke Ohlmarks. In: De isländska sagorna. I tolkning, med skaldevers och kommentar av Åke Ohlmarks. Fjärde bandet. Stockholm: Steinviks bokförlag, 1964. Pagine 421-475.
- Soga um Finnboge den ramme. Overs. av Aslak Tonna. In: Islandske sogor - Fljotsdøla og Finnboge den ramme. Från gamalnorsk av Aslak Tonna. Ny gjenomset utg. Oslo: Norsk barneblads forlag, 1943. Pagine 69-120.
- The saga of Finnbogi the Strong. Translated by W. Bryant Bachman, Jr., and Guðmundur Erlingsson. Lanham: University Press of America, 1990.
- The Saga of Finnbogi the Mighty. Translated by John Kennedy. In: Viðar Hreinsson (General Editor), The Complete Sagas of Icelanders including 49 Tales. Volume III. Reykjavík: Leifur Eiríksson Publishing, 1997. Pagine 221-270. ISBN 9979-9293-3-2